# 布高茨普斯陶哈佐
布高茨普斯陶哈佐，是匈牙利南部巴奇-基什孔州所辖的一个村，总面积43平方公里，总人口308，人口密度7.16人/平方公里（2005年）。地理坐标为46°42′00″N 19°37′48″E。